# ننی مک‌فی
ننی مکفی (به انگلیسی: Nanny McPhee) فیلمی است محصول سال ۲۰۰۵ و به کارگردانی کرک جونز است. در این فیلم بازیگرانی همچون اما تامسون، کالین فرث، توماس سنگستر، کلی مکدونالد، آنجلا لنسبوری، الیزا بنت، جنیفر را دایکین، رافائل کولمن، ساموئل هانیوود، هولی گیبز، سلیا ایمری، ایملدا استنتون، درک جاکوبی و آدام گودلی ایفای نقش کرده‌اند.
در سال ۲۰۱۰ دنباله این فیلم با نام ننی مکفی و بیگ بنگ ساخته شد.
دوبله فارسی این فیلم با عنوان «دایه مکفی» از شبکه دو پخش شد.